# 雲南省少數民族語文指導工作委員會辦公室
雲南省少数民族语文指导工作委员会办公室（简称雲南省民语委办），加挂云南省教育厅语言文字管理处牌子，是云南省民族宗教事务委员会下属正处级事业单位，于1956年6月21日成立。

## 现任领导
2021年領導有：普学旺、熊玉有（苗族）、孙建国（藏族）、郗卫宁（傣族）。

## 工作
工作包括：監督滇东北苗文输入法開發等。